# Valentine Gangbo
Valentine Gangbo est une femme politique béninoise. Pendant la période révolutionnaire béninoise, elle est élue députée et  3e vice-présidente de l'assemblée nationale révolutionnaire du Bénin. De par ce mandat, elle assume à trois reprises la fonction de présidente de la république par intérim.

## Biographie

### Début et formation
Valentine Gangbo est sage-femme de formation.

### Parcours Politique
En 1979, elle fait partie des neuf femmes élues de façon indirecte commissaires du peuple au parlement du régime marxiste-léniniste . Elle  est également élue membre du bureau au poste de 3e  vice-présidente de l'assemblée. À ce poste, elle occupe à trois reprises la fonction de présidente de la république populaire du Dahomey par intérim entre 1979 et 1984,. Elle devient ainsi la première femme à avoir assumé la fonction de présidente de la république par intérim au Bénin.